# VXB-170
VXB-170はフランスの装輪装甲車。主にフランス国家憲兵隊によって、国内の治安維持に使用される。

## 開発
元々は、フランスのベルリエによって自主開発された装甲車で、1968年3月に試作車であるBL-12が完成した。1972年にフランス国家憲兵隊によって選定されたが、フランス軍の装備を巡る競争においてVAB装甲車に敗れた。1975年にベルリエがルノートラック（現：Arquus）に売却されると、VABと同一ブランド内で競合する車両となってしまったことから、生産は179両で打ち切られている。

## 設計
ベルリエが製造していた四輪トラックのシャーシに装甲車体を搭載した設計で、固有の乗員は2名。車体中央部に兵員室があり、装甲兵員輸送車型では最大11名の兵員を搭載し、車体両側と後部右側にあるハッチから乗降する。エンジンは車体後部左側に配置されている。

## バリエーション
3つの用途に対応する装備構成が存在する。 
国内向け治安維持・警備用
基本車両、指揮車、ブレード搭載車、ウィンチ搭載車の4種類がVXBとしてフランス国家憲兵隊に調達されている。
偵察車
軽戦闘車
フランス国家憲兵隊向けVXBにはハイドロジェットを装備して、水陸両用車とすることも可能だったが、この追加装備は採用されなかった。

## 採用国

### 運用中

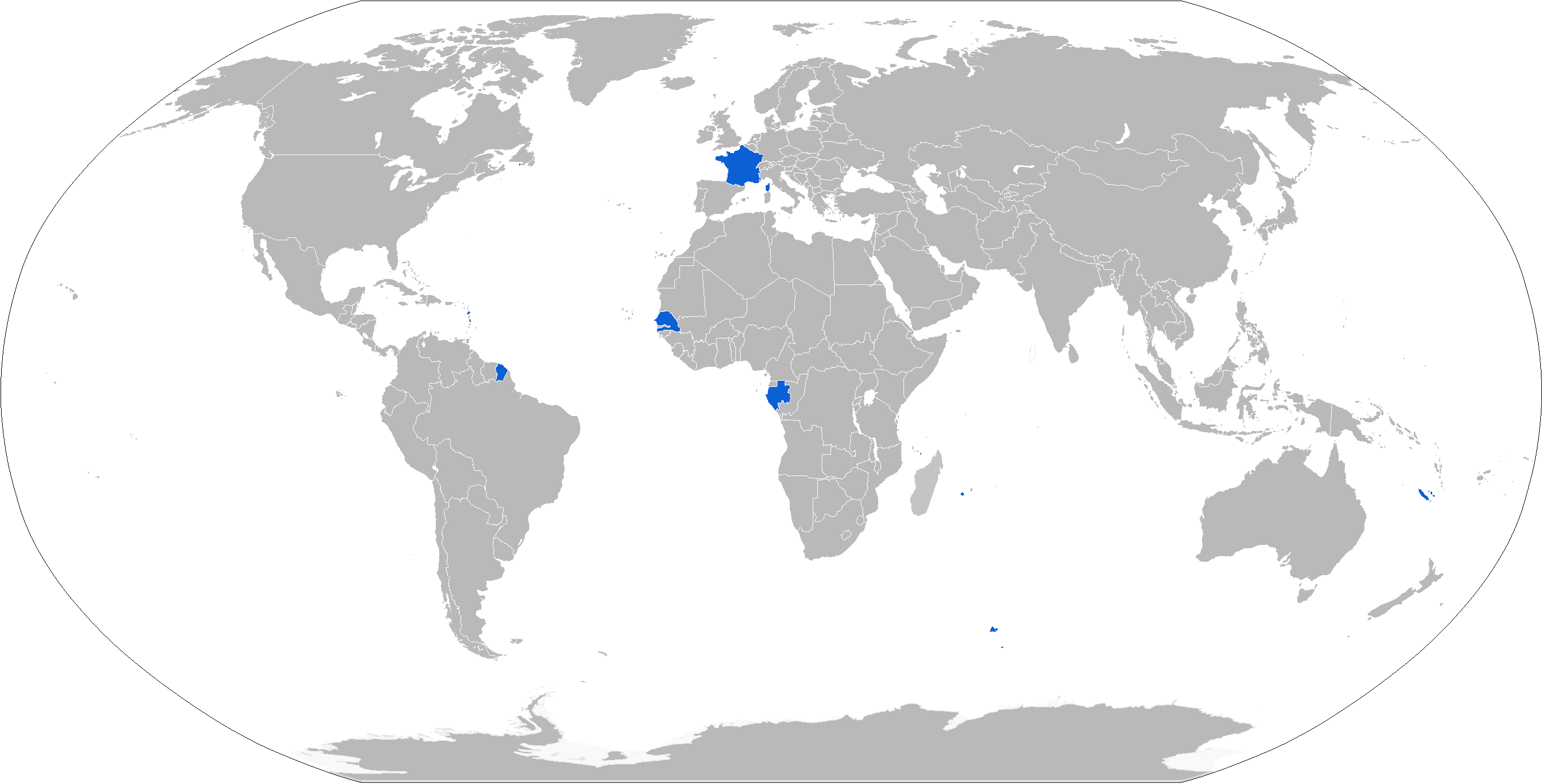
VXB-170の採用国を青で示す

- フランス - 155両

1974年からフランス国家憲兵隊機動憲兵隊に採用され、2018年現在、フランス本土、コルシカ島、フランスの海外領土で運用が確認されている。
VBRG（Véhicule blindé à roues de la Gendarmerie、日本語で国家憲兵隊装輪装甲車の意）と呼ばれ、7.62 mm AANF1機関銃と56 mm ALSETEX クーガー 自動擲弾銃が装備されている。災害時やデモ発生時のバリケード排除といった障害物の撤去のため、一部の車両はブルドーザー用のブレードやウインチを備え、コソボとコートジボワールのフランス軍憲兵隊に配備されているほか、フランスの海外県・海外領土、フランス本土で採用されている。
- ガボン - 15両
- セネガル - 12両

### 退役済
- チュニジア - 10両 (警察向け)

### 評価採用のみ
- 南アフリカ - 1両
ラーテル歩兵戦闘車の試作に活用されたと思われている[5]。

## 画像

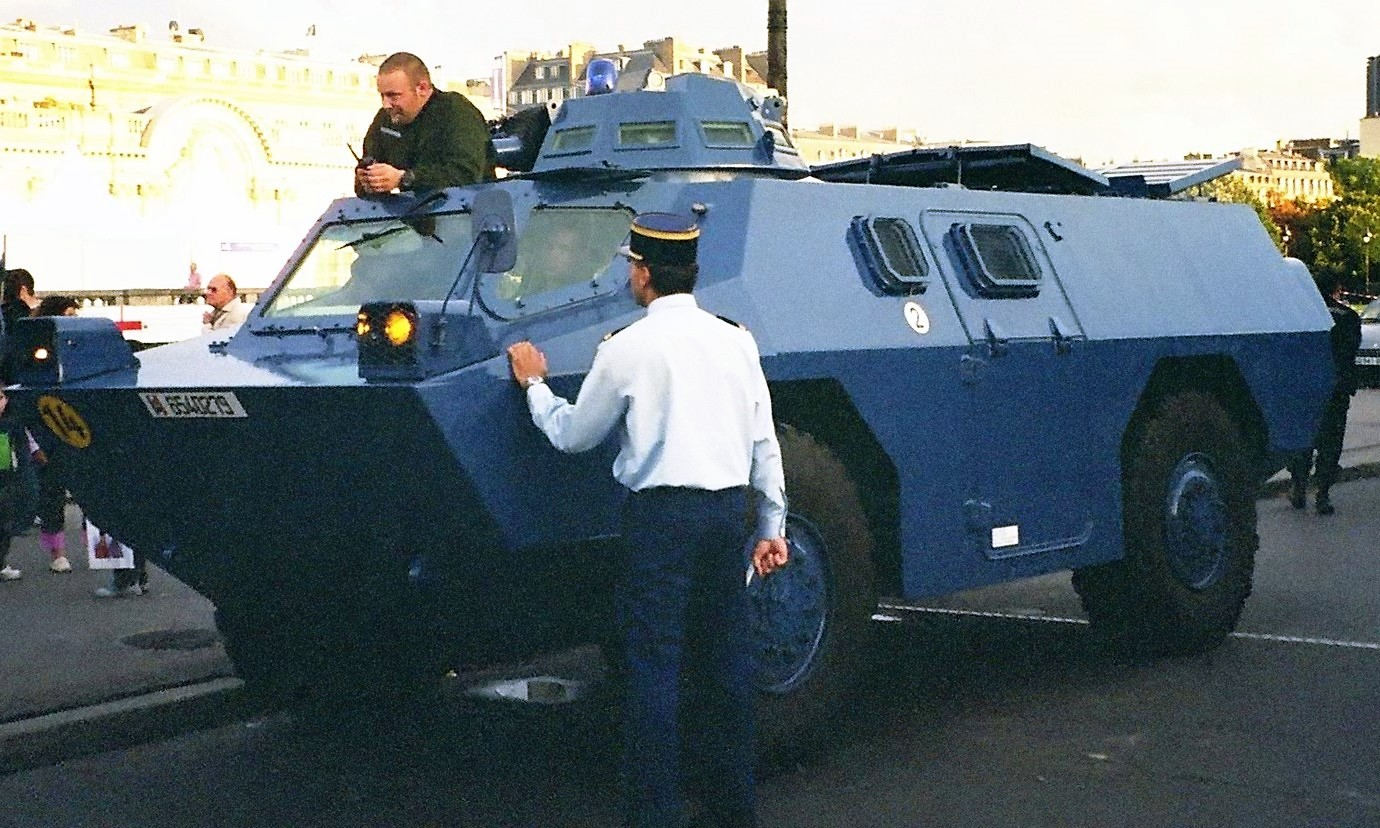
フランス国家憲兵隊向けVBRG
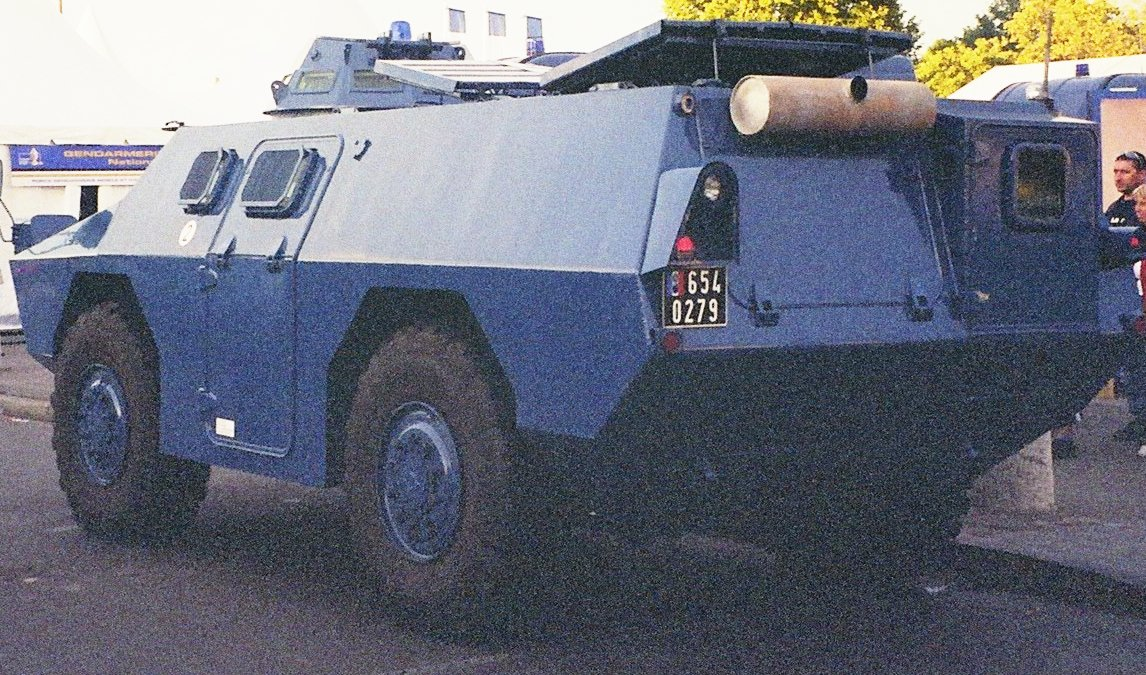
同じくVBRG
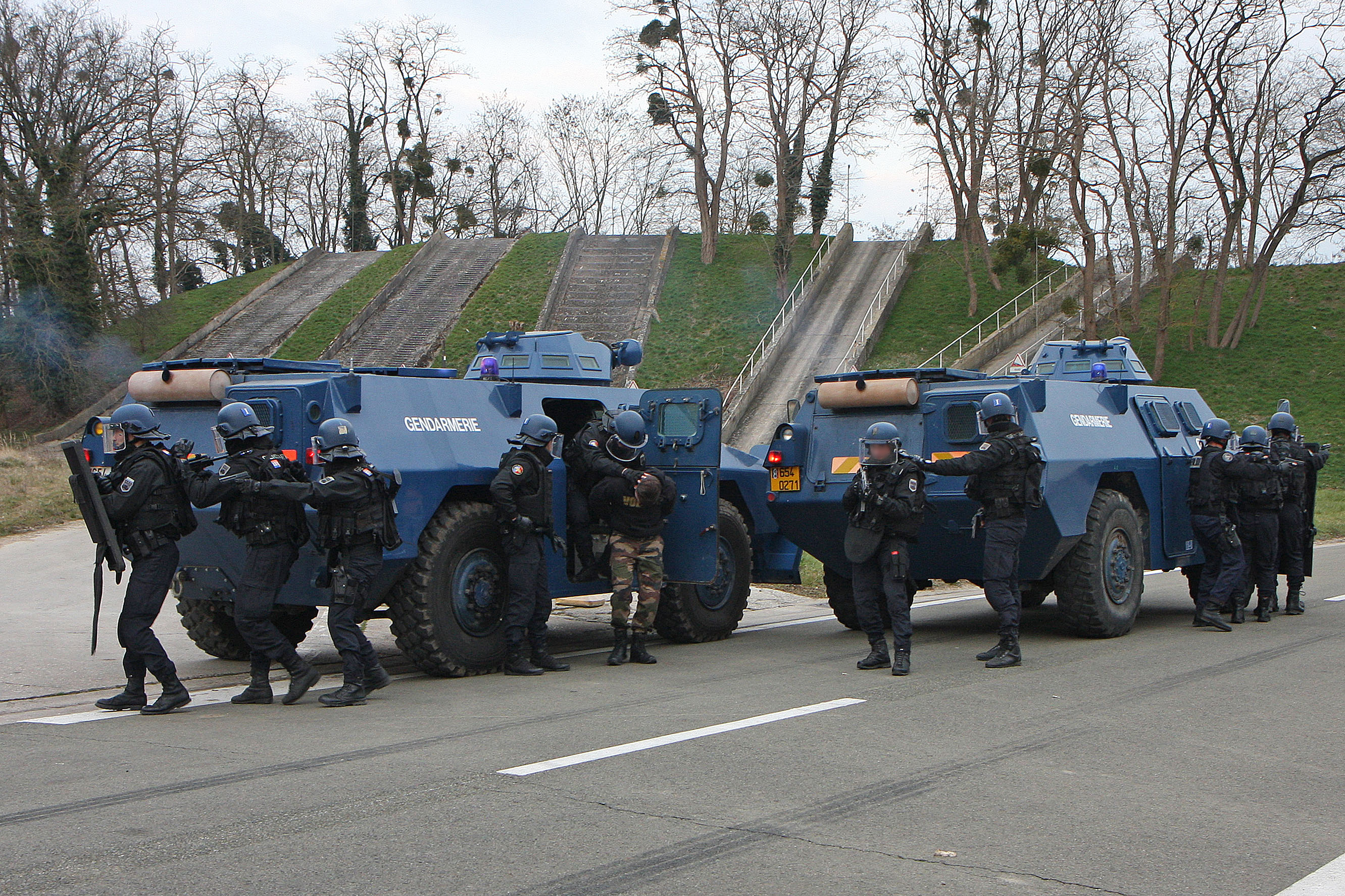
デモの際のVBRG
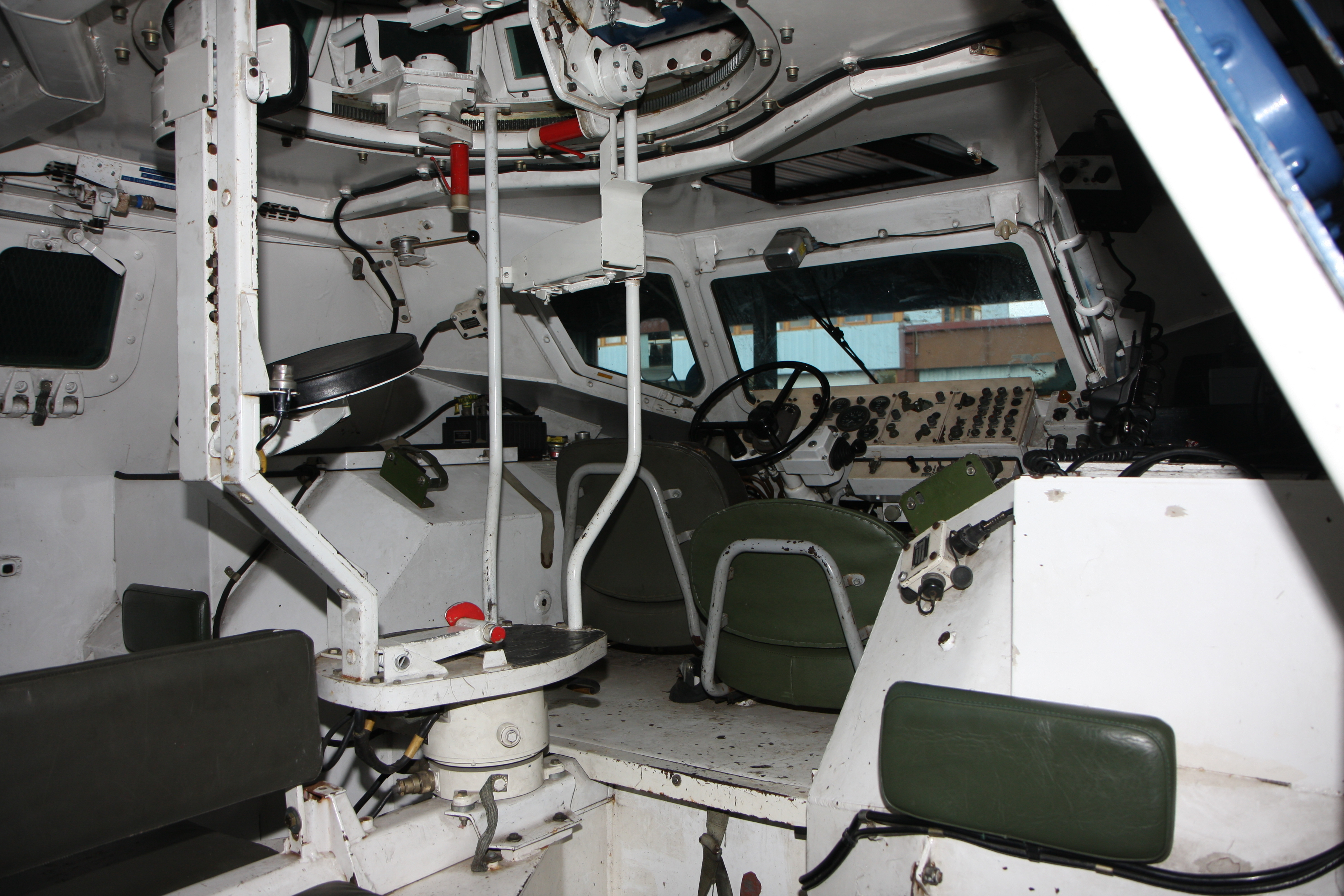
VBRGの内部
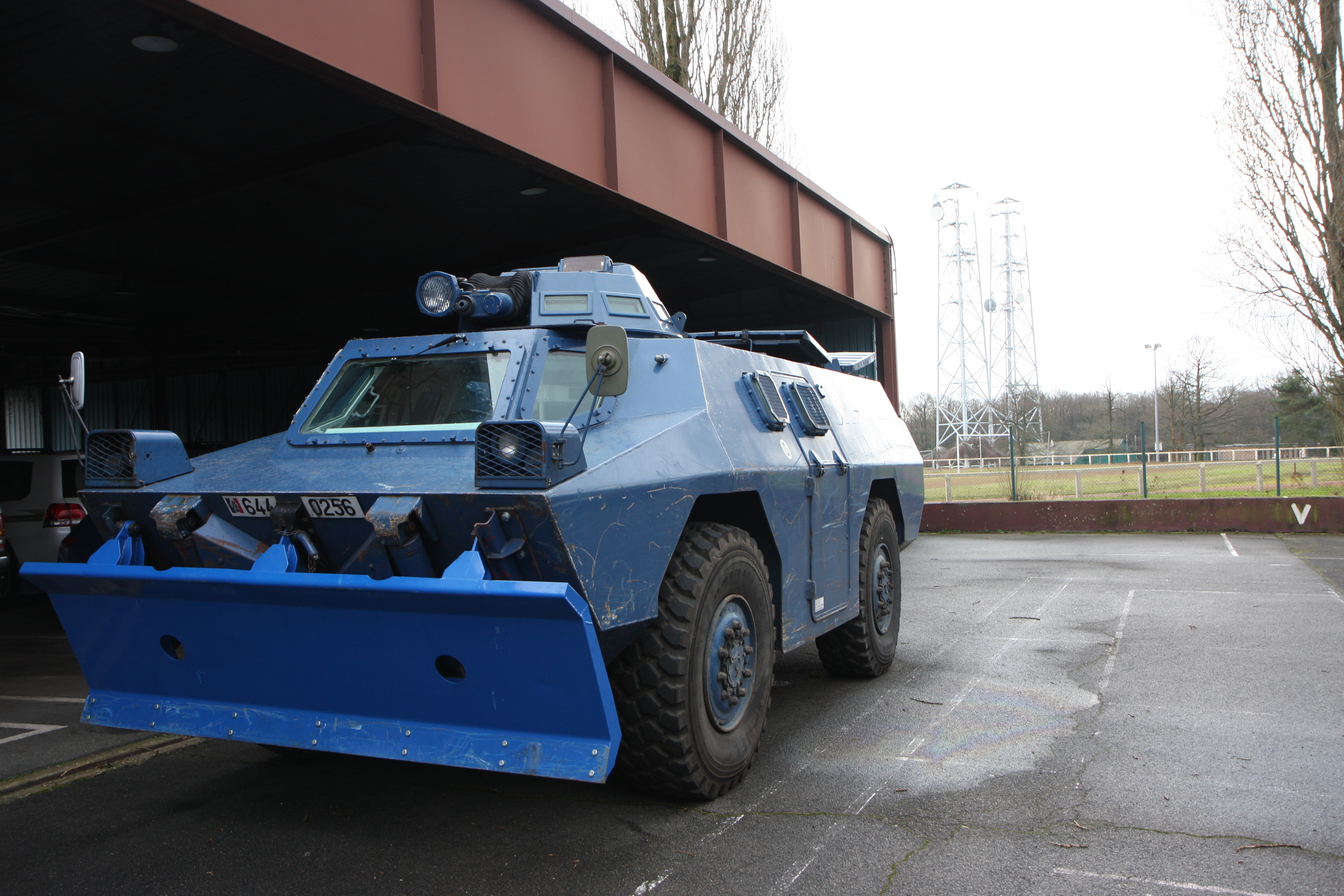
ブレードを搭載したVBRG
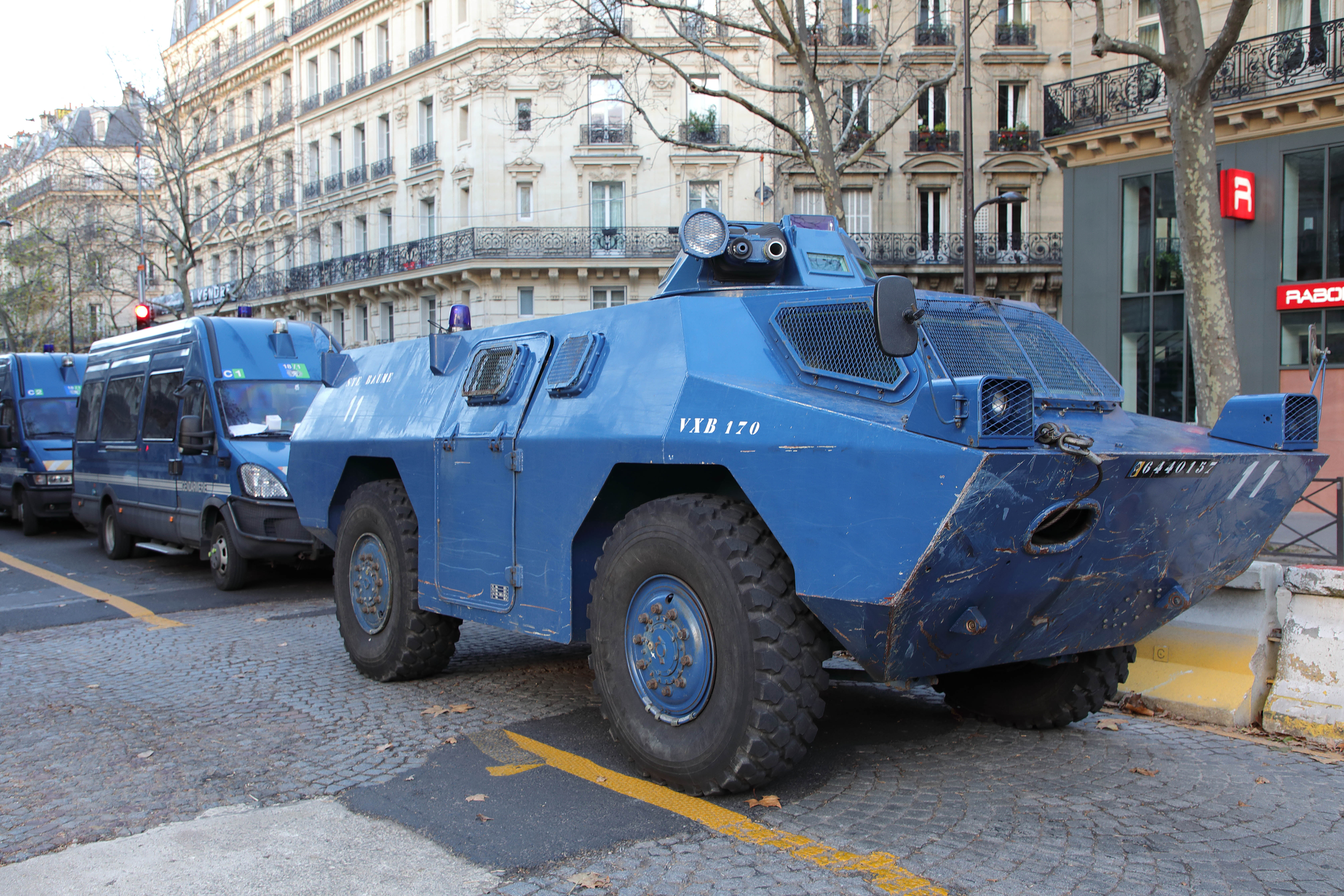
ウィンチを搭載したVBRG